# Ogasawarana rex
Ogasawarana rex é uma espécie de gastrópode  da família Helicinidae.
É endêmica do Japão.